# الکساندر ایرلند
الکساندر ایرلند (انگلیسی: Alexander Ireland؛ ۱۰ آوریل ۱۹۰۱ – ۲۴ ژانویهٔ ۱۹۶۶) اهل بریتانیا بود.
الکساندر ایرلند (1810-1894) روزنامه نگار اسکاتلندی، مرد ادیب و کتاب شناس بود که به عنوان زندگی نامه نویس رالف والدو امرسون و همچنین دوست امرسون و دیگر مشاهیر ادبی، از جمله لی هانت و توماس کارلایل، و زمین شناس و زمین شناس مشهور بود. دلال علمی رابرت چمبرز. محبوب‌ترین کتاب او کتاب دوستدار انچیریدیون بود که با نام مستعار در سال 1882 منتشر شد.
زندگی
ایرلند در 9 مه 1810 در ادینبورگ متولد شد. پدرش تاجر بود در جوانی دوستانی چون رابرت چمبرز، ویلیام چمبرز و جان گایردنر داشت. دوستی او با گاردنر منجر به آشنایی او با رالف والدو امرسون شد که در سال 1833 به ادینبورگ آمد: دوستی آنها یک دوستی مادام العمر بود.[1]
در سال 1843 ایرلند به عنوان نماینده یک شرکت هادرسفیلد به منچستر نقل مکان کرد. در همان سال رابرت چمبرز وظیفه ای محرمانه به او داد تا آثار بسیار بحث برانگیز «آثار تاریخ طبیعی خلقت» را به صورت ناشناس منتشر کند. این راز تا سال 1884 به خوبی حفظ شد، زمانی که همه افراد درگیر در آن مردند، و ایرلند آن را در مقدمه ای برای ویرایش دوازدهم فاش کرد.[1]
در سال 1846 ایرلند جانشین ادوارد واتکین به عنوان ناشر و مدیر بازرگانی منچستر اگزمینر شد، مقاله ای که سال قبل توسط واتکین، جان برایت و ویلیام مک کرو برای رقابت با گاردین منچستر به نمایندگی از لیگ ضد کورنلا تأسیس شد. اولین ویراستار توماس بالانتاین بود. به زودی Examiner منچستر تایمز آرچیبالد پرنتیس را جذب کرد، و همانطور که منچستر اگزمینر و تایمز 40 سال به طول انجامید.[1]
در سالهای 1847 و 1848 امرسون دومین سفر خود را به انگلستان انجام داد، با تشویق ایرلند، که مقدمات سخنرانی امرسون را فراهم کرد.[1] به توصیه امرسون، ایرلند در سال 1849 با شاعر هنری سپتیموس ساتن برای آزمونگر پذیرفت.[2] در سال 1851 ایرلند عضو کمیته ای بود که کتابخانه آزاد منچستر را سازماندهی کرد، جایی که بعدها بسیاری از کتاب های خودش به آنجا رفت. او دوستی توماس کارلایل و لی هانت را پرورش داد.[1]
سرانجام هنگامی که خط تحریریه دومی به نفع پیشنهادات قانون خانه ایرلندی ویلیام اوارت گلادستون در سال 1886 نادیده گرفت، حمایت لیبرال از Examiner به گاردین رسید. ایرلند به عنوان نویسنده در مطبوعات فعال باقی ماند. او در 7 دسامبر 1894 در جاده مولدث، ویینگتون درگذشت.[1]
یک پرتره مدالیون برای نخ هایی از زندگی جان میلز (1899) حکاکی شد. مجموعه ای از کتاب های ایرلند در سال 1895 توسط توماس رید ویلکینسون به کتابخانه مرجع رایگان منچستر ارائه شد و کاتالوگ آن در سال 1898 منتشر شد. اما بسیاری از آن باید فروخته می شد.[1]